# Kim Da-som
Kim Da-som (김다솜?, Gim Da-somLR, Kim Ta-somMR; Seul, 6 maggio 1993) è una cantante e attrice sudcoreana, membro del gruppo musicale Sistar.

## Biografia
Kim Da-som nasce il 6 maggio 1993 a Seul, in Corea del Sud. Ha frequentato la Anyang High School of Arts e attualmente frequenta la Konkuk University, specializzandosi in film. Prima di debuttare, Kim Da-som ha vinto vari concorsi di poesia.

## Carriera

### Sistar

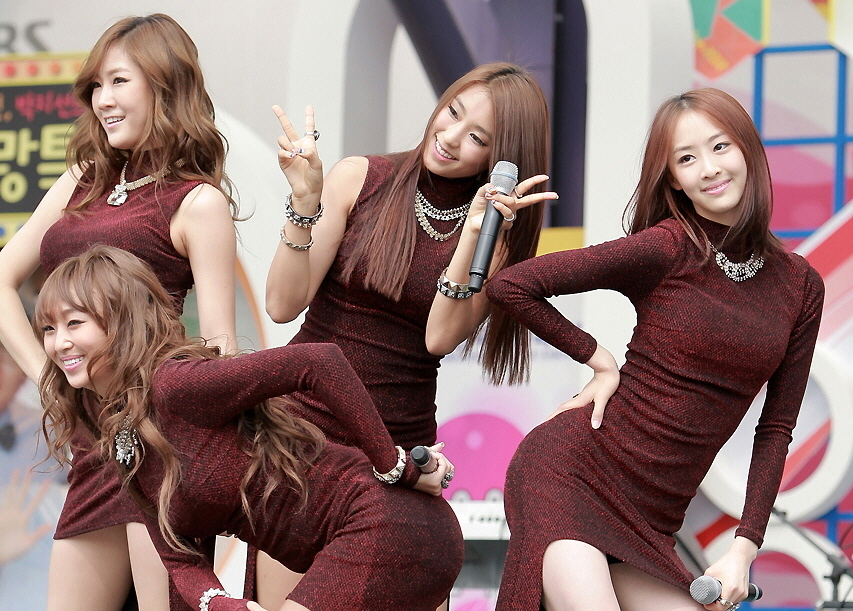
Le SISTAR nel 2012.

Nel giugno 2010, Kim Da-som debuttò come membro delle SISTAR presentando il loro primo singolo, "Push Push". Un secondo singolo, "Shady Girl", venne pubblicato il 25 agosto 2010, realizzato in collaborazione con Kim Heechul, mentre a dicembre dello stesso anno, uscì il terzo "How Dare You": il brano omonimo si classificò al primo posto su varie classifiche musicali come MelOn, Mnet, Soribada, Bugs, Monkey3 e Daum Music, e fece vincere al gruppo il premio Music Bank.
Ad agosto 2011, il gruppo pubblicò il primo album So Cool. Ad aprile 2012 uscì l'EP Alone e giugno l'EP Loving U. L'11 giugno 2013 il gruppo pubblicò il secondo album in studio Give It to Me. Dopo un anno di pausa, in cui i membri si dedicarono ad attività individuali, il 21 luglio 2014 pubblicarono l'EP Touch & Move, mentre il 26 agosto l'EP Sweet & Sour.

### Attività in solitaria
Il 31 luglio 2012 venne annunciato che Kim Da-som avrebbe debuttato come attrice nella serie televisiva Family nel ruolo di Woo Da Yoon, una ragazza punk delle superiori, dolce dentro, ma forte fuori. Il 13 agosto 2012 apparve nel video musicale di "Rock Ur Body" dei VIXX. Apparve, inoltre, nei video musicali di "Please Don't...", pubblicato il 10 ottobre 2012, e "Love Blossom", pubblicato il 3 aprile 2013, di K.Will.
Il 15 e 16 gennaio 2013 fu una delle presentatrici dei Golden Disk Awards, svoltisi in Malaysia. A settembre venne confermata nel ruolo di Gong Deul Im, un'aspirante attrice di musical, protagonista della serie Sarangeun noraereul tago. Nel luglio 2014, entrò nel cast di Like a French Movie, film formato da quattro episodi.

## Discografia

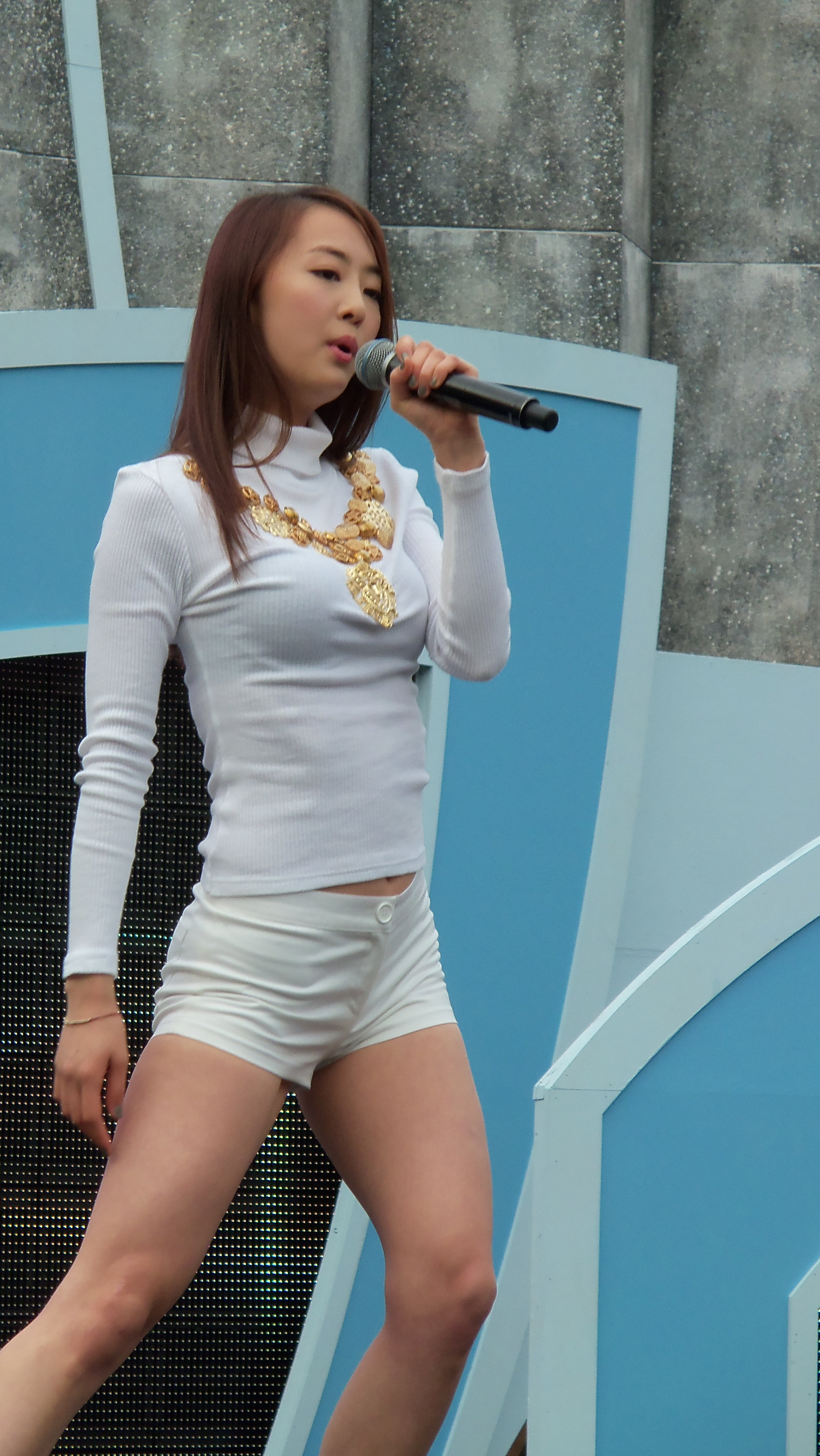
Kim Da-som al Every Day Good Day Festival a Insadong nel 2012.

Di seguito, le opere di Kim Da-som come solista. Per le opere con le Sistar, si veda Discografia delle Sistar.

### Colonne sonore
- 2014 – Yayaya (Sarangeun noraereul tago – con Kim Tae Hyung)

## Filmografia

### Cinema
- Like a French Movie, regia di Shin Yeon Shik (2015)
- Real (리얼?, Ri-eolLR), regia di Lee Sa-rang (2017)

### Televisione
- Family (패밀리) – serie TV (2012)
- Sarangeun noraereul tago (사랑은 노래를 타고) – serie TV (2013-2014)
- Psychometric geunyeoseok – serie TV (2019)
- Was It Love? (우리, 사랑했을까?, Uri, saranghaess-eulkkaLR) – serie TV (2020)

## Videografia
Oltre che nei videoclip delle Sistar, Kim Da-som è apparsa anche nei seguenti video:
- 2012 – Win The Day, videoclip del singolo di Team SIII (2PM, 4Minute, MBLAQ, miss A, Dal Shabet, Sistar, ZE:A, Nine Muses e B1A4)
- 2012 – Rock Ur Body, videoclip dei VIXX
- 2012 – Please Don't..., videoclip di K.Will
- 2013 – Love Blossom, videoclip di K.Will
- 2014 – Some, videoclip di Soyou e JungGiGo

## Riconoscimenti
Di seguito, i premi ricevuti solo da Kim Da-som. Per i premi ricevuti insieme alle Sistar, si veda Premi e riconoscimenti delle Sistar.
- 2013 – KBS Drama Awards
  - Nomination Best New Actress (Sarangeun noraereul tago)
  - Nomination Best Couple Awards con Baek Sung-hyun (Sarangeun noraereul tago)
- 2014 – Baeksang Arts Awards[26]
  - Nomination Most Popular Actress (TV) (Sarangeun noraereul tago)
- 2014 – KBS Drama Awards
  - Nomination Best New Actress (Sarangeun noraereul tago)
- 2014 – Seoul International Youth Film Festival
  - Nomination Young Actress Award (Sarangeun noraereul tago)[27]
- 2014 – APAN Star Awards
  - Nomination Best New Actress (Sarangeun noraereul tago)